# روبرت أ. فلك
روبرت أ. فلك هو سياسي أمريكي، ولد في 3 يونيو 1926، وتوفي في 13 نوفمبر 2014. انتخب عضو مجلس نواب مينيسوتا ‏.